# Jezioro Gorzuchowskie
Jezioro Gorzuchowskie – jezioro w Polsce, w województwie wielkopolskim, w powiecie gnieźnieńskim, w gminie Kłecko, na Pojezierzu Gnieźnieńskim. Przy zachodnim brzegu leży wieś Gorzuchowo, przy północno-wschodnim – miasto Kłecko. Przez jezioro przepływa rzeka Mała Wełna, dopływ Wełny.

## Dane morfometryczne
Zwierciadło wody położone jest na wysokości 99,2 metrów n. p. m. Powierzchnia zwierciadła wody wynosi 94,3 ha. Głębokość maksymalna wynosi 5 m, głębokość średnia - 2,5 m. Objętość wynosi 2371,9 m³.